# Brian Pothier
Brian Pothier (* 15. April 1977 in New Bedford, Massachusetts) ist ehemaliger US-amerikanischer Eishockeyspieler und derzeitiger -trainer, der im Verlauf seiner aktiven Karriere zwischen 1996 und 2012 unter anderem 391 Spiele für die Ottawa Senators, Washington Capitals und Carolina Hurricanes in der National Hockey League auf der Position des Verteidigers bestritten hat. Einen Teil seiner aktiven Laufbahn verbrachte Pothier aber auch in der American Hockey League und International Hockey League, wo er zahlreiche individuelle Auszeichnungen erhielt und sowohl den Turner Cup der IHL als auch den Calder Cup der AHL gewann.

## Karriere
Der 1,83 m große Verteidiger begann seine Karriere im Team des Rensselaer Polytechnic Institute, bevor er zur Saison 1999/2000 als Free Agent von den Atlanta Thrashers verpflichtet wurde. 
Sein erstes Spiel in der NHL absolvierte der Rechtsschütze während der Saison 2000/01, 2002 wechselte er im Tausch gegen Shawn McEachern zu den Ottawa Senators, bis zur Saison 2005/06 wurde er, wie schon zuvor in Atlanta die meiste Zeit bei tiefklassigeren Farmteams eingesetzt, erst dann gelang ihm der Sprung in den NHL-Stammkader. 2006 wurde Brian Pothier als Free Agent von den Capitals verpflichtet. Dort kam er in den folgenden vier Saisons regelmäßig zum Einsatz, ehe er im März 2010 in einem Transfergeschäft an die Carolina Hurricanes abgegeben wurde. Nach 20 Spielen für die Hurricanes verließ er Nordamerika im Juli 2010 und unterschrieb einen Zweijahresvertrag beim Genève-Servette HC in der National League A.
Nachdem er bereits einen Großteil der Saison 2008/09 aufgrund der Nachwirkungen einer Gehirnerschütterung verpasst hatte, erlitt er im März 2012 erneut eine Gehirnerschütterung. Aufgrund der Nachwirkungen dieses Traumas verpasste er die folgenden zwei Spielzeiten komplett und beendete daraufhin seine Karriere. Während der Saison 2013/14 begann er, als unbezahlter Assistenztrainer bei der University of Massachusetts Dartmouth aus der Division III der National Collegiate Athletic Association zu arbeiten. Zudem betreibt er eine Eishockeyschule.

## Erfolge und Auszeichnungen
| - 2000 ECAC Second All-Star Team - 2000 ECAC All-Tournament Team - 2000 NCAA East Second All-American Team - 2001 Garry F. Longman Memorial Trophy - 2001 Ken McKenzie Trophy - 2001 Turner-Cup-Gewinn mit den Orlando Solar Bears | - 2002 Calder-Cup-Gewinn mit den Chicago Wolves - 2003 Teilnahme am AHL All-Star Classic - 2003 AHL Second All-Star Team - 2005 Teilnahme am AHL All-Star Classic - 2005 AHL Second All-Star Team |

### International
- 2019 Goldmedaille bei der Frauen-Weltmeisterschaft (als Assistenztrainer)

## Karrierestatistik

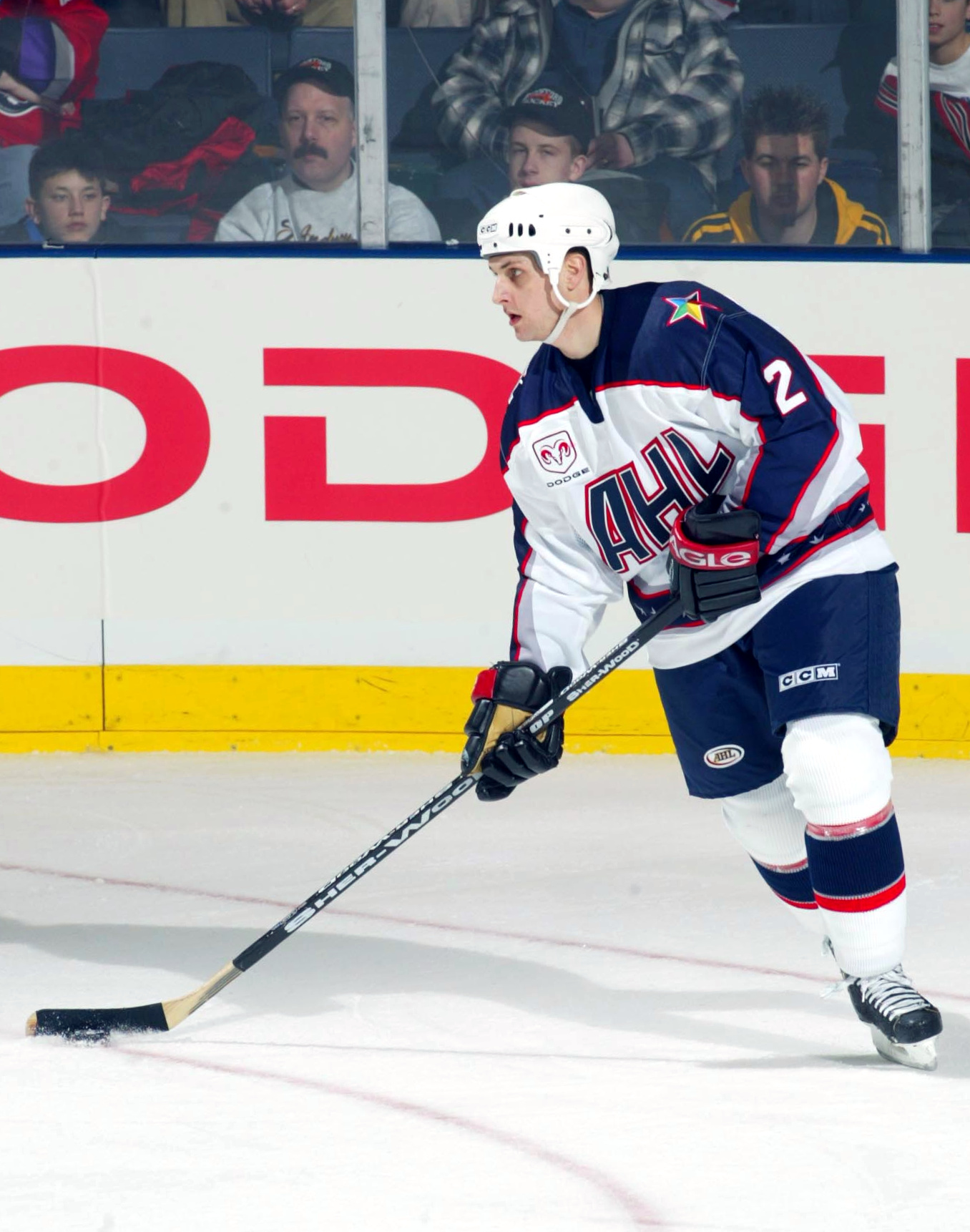
Pothier beim AHL All-Star Classic 2003

### International
Vertrat die USA bei:
- Weltmeisterschaft 2007

(Legende zur Spielerstatistik: Sp oder GP = absolvierte Spiele; T oder G = erzielte Tore; V oder A = erzielte Assists; Pkt oder Pts = erzielte Scorerpunkte; SM oder PIM = erhaltene Strafminuten; +/− = Plus/Minus-Bilanz; PP = erzielte Überzahltore; SH = erzielte Unterzahltore; GW = erzielte Siegtore; 1 Play-downs/Relegation; Kursiv: Statistik nicht vollständig)